# Philodendron carinatum
Philodendron carinatum är en kallaväxtart som beskrevs av Eduardo G. Gonçalves. Philodendron carinatum ingår i släktet Philodendron och familjen kallaväxter. Inga underarter finns listade.